# چاگفورد
latitudeچاگفوردlongitudeچاگفورد
چاگفورد (به انگلیسی: Chagford) یک منطقهٔ مسکونی در انگلستان است که در جنوب غربی انگلستان واقع شده‌است.

## خصوصیات
چاگفورد ۱٬۴۷۰ نفر جمعیت دارد.